# 安東尼奧·耶日納
安東尼奧·耶日納（1989年6月5日—）是一位克羅地亞足球運動員。在場上的位置是守門員。他現在效力於克羅地亞足球甲級聯賽球隊薩格勒布迪納摩足球俱樂部。他也代表克羅地亞國家足球隊參賽。